# مايك ووكر (لاعب كرة قاعدة أمريكي)
مايك ووكر (بالإنجليزية: Mike Walker)‏ هو لاعب كرة قاعدة أمريكي، ولد في 12 يونيو 1988 في ماريسفيل في الولايات المتحدة.

## وصلات خارجية
- مايك ووكر على موقع دوري كرة القاعدة الرئيسي (الإنجليزية)
- مايك ووكر على موقع دوري أستراليا لكرة القاعدة (الإنجليزية)
- مايك ووكر على موقعبيزبول رفرنس.كوم (الدوري الثانوي) (الإنجليزية)